# Schrottenbach (Gemeinde Guttaring)
Schrottenbach ist eine Ortschaft in der Gemeinde Guttaring im Bezirk Sankt Veit an der Glan in Kärnten (Österreich). Die Ortschaft hat 0 Einwohner (Stand 1. Jänner 2024).

## Lage
Die Ortschaft liegt im Guttaringer Bergland auf dem Gebiet der Katastralgemeinde Verlosnitz, gut 1 km ostsüdöstlich der Filialkirche Dobritsch. Land- und Bergflucht haben dazu geführt, dass die Ortschaft unbewohnt ist. Schon ab Mitte des 20. Jahrhunderts verfiel mit dem Lampel das vorletzte Haus des Orts; das einzige verbliebene Gebäude ist die Bernhube (Pernhube, Bärenhube, Haus Nummer 5).

## Geschichte
Der Ort wurde 1467 urkundlich genannt.
Auf dem Gebiet der Steuergemeinde Verlosnitz liegend, gehörte Schrottenbach in der ersten Hälfte des 19. Jahrhunderts zum Steuerbezirk Althofen (Herrschaft und Landgericht). Bei Gründung der Ortsgemeinden 1850 kam der Ort an die Gemeinde Guttaring.

## Bevölkerungsentwicklung
Für die Ortschaft ermittelte man folgende Einwohnerzahlen:
- 1869: 6 Häuser, 16 Einwohner[4]
- 1880: 3 Häuser, 16 Einwohner[5]
- 1890: 3 Häuser, 15 Einwohner[6]
- 1900: 3 Häuser, 8 Einwohner[7]
- 1910: 2 Häuser, 9 Einwohner[8]
- 1923: 2 Häuser, 9 Einwohner[9]
- 1934: 15 Einwohner[10]
- 1961: 1 Haus, 6 Einwohner[11]
- 2001: 1 Gebäude (davon 0 mit Hauptwohnsitz) mit 1 Wohnung; 0 Einwohner und 0 Nebenwohnsitzfälle; 0 Haushalte; 0 Arbeitsstätten, 0 land- und forstwirtschaftliche Betriebe[12]
- 2011: 1 Gebäude, 0 Einwohner, 0 Haushalte, 0 Arbeitsstätten[13]
- 2021: 0 Gebäude, 0 Einwohner, 0 Haushalte, 0 Arbeitsstätten[14]